# Susan Coppersmith
Susan Nan Coppersmith (* 18. März 1957 in Johnstown, Pennsylvania) ist eine US-amerikanische Physikerin, die auf dem Gebiet der theoretischen Festkörperphysik arbeitet.

## Leben
Susan Coppersmith studierte ab 1974 am Massachusetts Institute of Technology und an der University of Cambridge im Vereinigten Königreich. 1983 wurde sie an der Cornell University mit einer Arbeit auf dem Gebiet der theoretischen Festkörperphysik Dynamics of an Incommensurate Harmonic Chain promoviert. Der Betreuer der Arbeit war Daniel S. Fisher. Anschließend war sie am Brookhaven National Laboratory und bei den AT&T Bell Laboratories tätig. Von 1995 bis 2001 war sie Physik-Professorin an der University of Chicago. Seit 2001 ist sie Professorin an der University of Wisconsin. 2018 nahm sie einen Ruf an die Universität von New South Wales in Sydney an.
Coppersmith forscht auf dem Gebiet komplexer Systeme und speziell zu solchen, die sich fernab vom thermodynamischen Gleichgewicht befinden. Sie publizierte wichtige Resultate zum Verständnis von Phasenübergängen in ungeordneten Systemen, zur Supraleitung und zum Quantencomputing.
Sie ist Fellow der American Physical Society (1992) und der American Association for the Advancement of Science (1999). Seit 2006 ist sie Mitglied der American Academy of Arts and Sciences. 2009 wurde sie in die National Academy of Sciences aufgenommen.